# Giełdy Piosenki
Giełdy Piosenki – organizowane w Staromiejskim Domie Kultury w Warszawie imprezy promujące grupy absolwentów Państwowej Średniej Szkoły Muzycznej im. F. Chopina. Pomysłodawcą tego koncertu był Zbigniew Adrjański. Współpracowali z nim kompozytorzy: Zbigniew Ciechan, Krzysztof Sadowski, Zbigniew Rymarz, oraz autor piosenek Zbigniew Kaszkur. Pierwsi laureaci tej giełdy oraz uczestnicy to Lucyna Arska, Łucja Prus, Regina Pisarek, Stenia Kozłowska, Marcel Nowek, Janusz Ślęzak i Karol Stępkowski.

## Historia konkursu
W latach 1963–1966 Giełdy Piosenki organizowane były jako impreza Programu III Polskiego Radia, potem jako impreza Naczelnej Redakcji Muzycznej Polskiego Radia (1966–1968) i Redakcji Literackiej (1968–1973). Giełdy te organizowane były w kawiarni Domu Mody Polskiej, przy ul. Konopnickiej 7 (tzw. "Piwnica u Ewy"), w klubie Stowarzyszenia Polskich Artystów Muzyków (Krucza 24), w kawiarni "Nowy Świat", w Piwnicy Wandy Warskiej na Starym Mieście.
Doroczne koncerty giełdowych piosenek odbywały się na opolskim festiwalu (tzw. Koncert Giełda – Giełd) oraz innych miejscach. Komisjom artystycznym kwalifikującym m.in. utwory wykonawców do Opola przewodniczą: Edward Fiszer, Jerzy Grygolunas, Tadeusz Wysocki, Mateusz Święcicki, Stefan Rachoń. Działał tam również Komisja zakupów dla Polskiego Radia, Komisja PWM, Komisja Polskich Nagrań oraz inne grona opiniotwórcze. Odbywały się giełdy tematyczne (np. Giełda Piosenek żołnierskich, Giełda Piosenek o Warszawie itp.). Na giełdach odbywał się stały plebiscyt wśród publiczności – na najlepszą piosenkę miesiąca oraz najlepszego wykonawcę.
W latach 1963–1973 na Radiowych Giełdach Piosenki zaprezentowano ponad 2500 nowych, polskich piosenek. Wiele z nich stało się później przebojami. W imprezie tej uczestniczyło również ok. 700 aktorów i piosenkarzy. Stałym konferansjerem tej imprezy był Zbigniew Adrjański, sporadycznie tylko zastępowany przez Lucjana Kydryńskiego, Joannę Rawik, Janusza Budzyńskiego.

## Dzisiaj
Na Radiowych Giełdach Piosenki zaczęła się kariera estradowa artystów takich jak Wojciech Młynarski, Jan Pietrzak, Anna German, Tadeusz Chyła, Joanna Rawik, Kazimierz Grześkowiak, Marek Grechuta, Piotr Szczepanik. Innymi laureatami są Katarzyna Sobczyk, Karin Stanek, Urszula Sipińska, Zdzisława Sośnicka, Irena Karel, Lucyna Arska, Adrianna Godlewska, Andrzej Tomecki, Bohdan Łazuka.
Radiowe Giełdy Piosenek przypominają repertuar teatrów studenckich, gdzie występują m.in. Ewa Demarczyk, Leszek Długosz, Piwnica pod Baranami, STS, Kabaret Stodoła, Kabaret Hybrydy. Na giełdach zaczęła się moda na piosenkę poetycką (tzw. poezję śpiewaną). Tu odbywają się recitale gwiazd polskiej estrady: Mieczysława Fogga, Marii Koterbskiej, Ireny Santor, Sławy Przybylskiej, Ludwika Sempolińskiego. Z zagranicy przyjeżdża Wera Gran i Zofia Terne.
Na Radiowych Giełdach Piosenek – oprócz przeglądu, prezentacji  eliminacje nowych polskich utworów do Opola - rozwija się również program artystyczny z kabaretami i teatrem piosenki.